# Stateflow
Stateflow，是The MathWorks开发的利用状态机和流程图用于对响应系统进行建模的工具。Stateflow使用由David Harel提出的一种有限状态机的图示方式，实现在一个状态图中对结构、平行机制及历史记忆进行表示。此外Stateflow还提供了状态转移表和真值表。